# Alberto Talegalli
Alberto Talegalli (Spoleto, 2 ottobre 1913 – Gualdo Tadino, 10 luglio 1961) è stato un attore, sceneggiatore e conduttore radiofonico italiano.

## Biografia
Figlio di artigiani, iniziò presto a lavorare, prima nella sua città Spoleto, poi, con il treno, ogni giorno a Terni, ma la sua vera passione era il teatro, smise presto gli abiti del pendolare per indossare quelli del Sor Clemente.
Umorista e poeta,  si impose al grande pubblico negli anni cinquanta, grazie a una serie di sketch comici trasmessi alla radio, nel programma Rosso e nero di Corrado, nei quali interpretava il suo personaggio, il Sor Clemente, un campagnolo che, arricchitosi grazie a un'eredità, va a vivere nell'elegante quartiere romano dei Parioli, a contatto con l'alta società. Tiranneggiato da una moglie, Gerza, gelosa e autoritaria, il Sor Clemente trova complicità nello Zio Angelino, o meglio ziu 'Ngilinu, (interpretato al cinema dall'attore romano Virgilio Riento) con il quale architetta stratagemmi per divertirsi di nascosto delle rispettive mogli, che però non vanno mai a buon fine.
La sua bonaria ma efficacissima comicità era basata su un irresistibile accento spoletino e su trovate sempre geniali e genuine; con il suo umorismo, mai grottesco e impegnato, ma umano, sottile e spontaneo, esaltava le caratteristiche semplici e "ruspanti" della gente spoletina.
(Enrico Vaime, prefazione a: Le avventure del Sor Clemente)
Nel biennio 1953-54 portò al cinema il suo fortunato personaggio in due film diretti da Camillo Mastrocinque, dei quali scrisse anche la sceneggiatura: Café chantant e Le vacanze del Sor Clemente. Il successo ottenuto lo portò a interpretare nell'arco degli anni cinquanta una trentina di film, spaziando dal cinema al teatro, alla radio e alla nascente televisione. Negli anni 1958-59 fu ospite fisso come monologhista nella trasmissione radiofonica Gran Gala condotta da Delia Scala; ottenne poi, nel 1959, la conduzione di un programma serale, tutto suo, l'Alberto Talegalli show e nel 1960 il varietà "Sono un uomo di mondo". 
Morì nel 1961 in un incidente automobilistico.
Sentendosi stanco e dovendo percorrere oltre 240 km., sulla via di ritorno a Spoleto, altre persone si erano offerte di accompagnarlo scambiandosi al volante.
La vettura, una Fiat 1100, partita da Faenza alle ore 1,30 di notte, dopo lo spettacolo di Talegalli in quella località, fu inizialmente condotta dal celebre umorista. Dopo una sosta  e il cambio di conducente a una stazione di servizio sulla via Flaminia di Gualdo Tadino per il rifornimento, a velocità 
sostenuta, la vettura sbandò a una curva finendo la corsa contro un muretto accanto a un ponte presso la frazione cittadina di "Categge". Dal referto risultano essere state le ore 4.40 del mattino.  Oltre il guidatore, Talegalli era in compagnia di altri due viaggiatori, fra i quali una ragazza di 15 anni e suo padre, gestore dell'hotel (non più  esistente)
"Centrale" di Spoleto. L'attore era amico del presentatore televisivo Mario Riva, di Rascel e del cantante Buscaglione della cui morte con la vettura, un anno prima, rimase colpito quasi aspettandosi una comune sorte.
È sepolto al Cimitero monumentale di Spoleto.

## Filmografia

Con Luisa Rivelli nella scena dello scambio delle effusioni in Café Chantant (1953)

- Cinque poveri in automobile, regia di Mario Mattoli (1952)
- Il processo di Frine, episodio di Altri tempi - Zibaldone n. 1, regia di Alessandro Blasetti (1952)
- Ci troviamo in galleria, regia di Mauro Bolognini (1953)
- Una di quelle, regia di Aldo Fabrizi (1953)
- Siamo tutti inquilini, regia di Mario Mattoli (1953)
- La domenica della buona gente, regia di Anton Giulio Majano (1953)
- Café chantant, regia di Camillo Mastrocinque (1953)
- Donne proibite, regia di Giuseppe Amato (1953)
- Canzone d'amore, regia di Giorgio Simonelli (1953)
- Due notti con Cleopatra, regia di Mario Mattoli (1953)
- Le vacanze del Sor Clemente, regia di Camillo Mastrocinque (1954)
- Cento serenate, regia di Anton Giulio Majano (1954)
- Ridere! Ridere! Ridere!, regia di Edoardo Anton (1954)
- Mai ti scorderò, regia di Giuseppe Guarino (1954)
- Il paese dei campanelli, regia di Jean Boyer (1954)
- Due sosia in allegria, regia di Ignazio Ferronetti (1956)
- È arrivata la parigina, regia di Camillo Mastrocinque (1957)
- Mia nonna poliziotto, regia di Steno (1958)
- Fantasmi e ladri, regia di Giorgio Simonelli (1958)
- Via col... paravento, regia di Mario Costa (1958)
- Sorrisi e canzoni, regia di Luigi Capuano (1958)
- 3 straniere a Roma, regia di Claudio Gora (1958)
- L'amico del giaguaro di Giuseppe Bennati (1958)
- Uomini e nobiluomini, regia di Giorgio Bianchi (1959)
- Spavaldi e innamorati, regia di Giuseppe Vari (1959)
- La cento chilometri, regia di Giulio Petroni (1959)
- Destinazione Sanremo, regia di Domenico Paolella (1959)
- Arriva la banda, regia di Tanio Boccia (1959)
- Genitori in blue-jeans, regia di Camillo Mastrocinque (1960)
- Appuntamento a Ischia, regia di Mario Mattoli (1960)
- Chi si ferma è perduto, regia di Sergio Corbucci (1960)
- Ferragosto in bikini, regia di Marino Girolami (1960)
- Bellezze sulla spiaggia, regia di Romolo Guerrieri  (1961)
- A porte chiuse, regia di Dino Risi (1961)
- Cacciatori di dote, regia di Mario Amendola (1961)
- Che femmina!! e... che dollari!, regia di Giorgio Simonelli (1961)
- Rocco e le sorelle, regia di Giorgio Simonelli (1961)

## Programmi radio RAI
- Invito alla canzone, con le orchestre di Francesco Ferrari e Guido Cergoli, presentato da Alberto Talegalli (1953)
- Rosso e nero 1951 1956
- Il contagocce, Il vademecum del marito, presentato da A.Talegalli, trasmesso 12 novembre 1956
- Era di mircurdì 17, Rivistina calibro 9 di Dino Verde, con Alberto Talegalli e la Compagnia di riviste di Roma, regia di Riccardo Mantoni, trasmessa nell'estate 1957.
- A.A.A. Affaronissimo rivista di Dino Verde interpretata da Alberto Talegalli regia Giulio Scarnicci i sabato sera 1957 1958
- Gran gala, di Mario Brancacci, regia di Riccardo Mantoni - varietà (1959)
- Alberto Talegalli Show 1958 1959
- Se io fossi il discobolo, varietà con Alberto Talegalli, trasmesso il 14 ottobre 1959.
- C'era una volta carnevale, scritto e narrato da Alberto Talegalli, regia di Nino Meloni (1960)
- Sono un uomo di mondo, varietà, regia di Federico Sanguigni (1960)

## Rubrica televisiva Carosello
Alberto Talegalli ha partecipato a numerosi sketch della rubrica pubblicitaria televisiva Carosello pubblicizzando:
- nel 1957 e 1958, con Enrico Urbini, prodotti della Saipo L'Oréal (shampoo, crema solare, brillantina, ecc)
- nel 1959, con Corrado Annicelli, le lane e coperte Lanerossi;
- nel 1960 la Coppa Olimpia Algida della Algida;
- nel 1961, con Germana Caroli, le cucine Zoppas.